# João Abel Manta
João Abel Carneiro de Moura Abrantes Manta ComSE • ComL (Lisboa, 29 de janeiro de 1928) é um arquiteto, pintor, ilustrador e cartoonista português.
Autor de uma obra multifacetada, centrada sobretudo na arquitetura, desenho e pintura, João Abel Manta afirmou-se no panorama cultural português a partir do final da década de 1940. Nos anos que se seguiram teve importante atividade no domínio da arquitetura, que abandonaria progressivamente em favor das artes, destacando-se como um dos maiores cartoonistas portugueses das décadas de 1960 e 1970. Nos anos anteriores e posteriores ao 25 de Abril publicou regularmente, em jornais de grande tiragem, trabalhos emblemáticos da situação político-social portuguesa nesse período de transição (queda da ditadura e implantação de um regime democrático). Na década de 1980 redirecionou uma vez mais a sua obra, centrando-se prioritariamente na pintura.

## Biografia

O Ornitóptero, c. 1960, tinta-da-china sobre papel, 35,6 x 54,7 cm

João Abel Manta é filho dos pintores Abel Manta e Maria Clementina Carneiro de Moura Manta. Foi casado com Maria Alice Ribeiro, de quem teve uma filha, Isabel Ribeiro Manta. Vive e trabalha em Lisboa.
"Filho único, [...] cresce numa casa de Santo Amaro de Oeiras [...] convivendo com alguns dos intelectuais mais importantes da época que se tornam amigos de seus pais" , como Manuel Mendes ou Aquilino Ribeiro; viaja longamente com os pais, conhece Espanha, Inglaterra, Holanda, mas serão sobretudos as viagens a Paris e Itália que o irão marcar. 
Inscreve-se no curso de arquitectura da Escola Superior de Belas Artes de Lisboa, que termina em 1951 e onde faz amizade com Sá Nogueira e José Dias Coelho, entre outros; integra-se desde muito cedo na intelectualidade lisboeta ligada aos movimentos de esquerda que se opunham à ditadura fascista de Salazar e Marcelo Caetano; participa no MUD Juvenil. Terminado o curso, trabalha em associação com Alberto Pessoa, mas abandona progressivamente a arquitetura ao longo dos anos de 1960, expandindo a atividade por uma multiplicidade de áreas, das artes plásticas à cenografia, destacando-se em particular como cartoonista na década seguinte.
Obteve vários prémios nacionais e estrangeiros; participou em inúmeras exposições colectivas, em Portugal e no estrangeiro; realizou múltiplas mostras individuais, entre as quais: Galeria Interior, Lisboa, 1971; Institute of Contemporary Arts (ICA), Londres, 1976; Museu Rafael Bordalo Pinheiro, Lisboa, 1992; Palácio Galveias, Lisboa, 2009.

## Obra

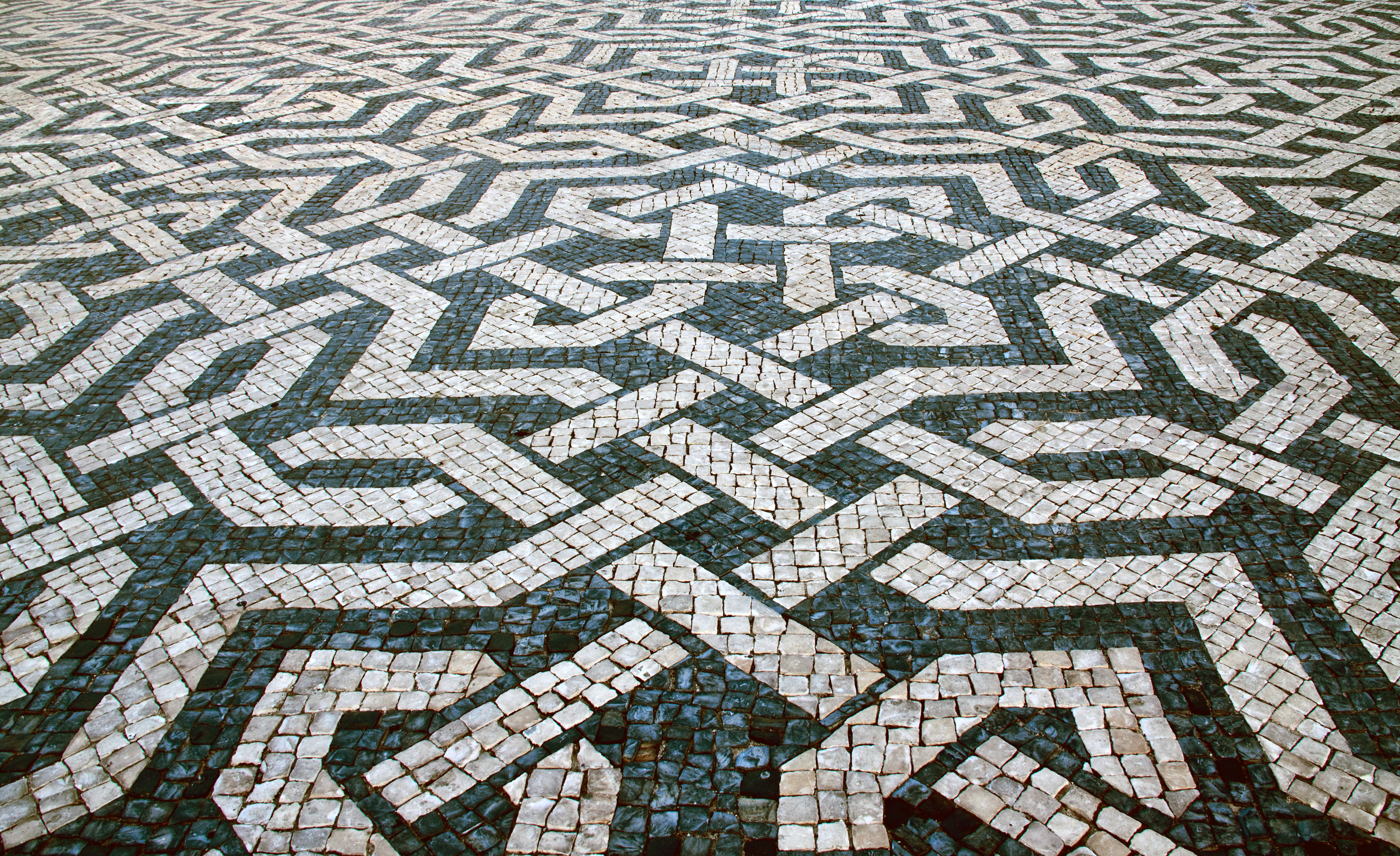
Pavimento em calçada portuguesa, Praça dos Restauradores, Lisboa

Foi responsável, com Alberto Pessoa e Hernâni Gandra, pelos projectos do Conjunto Habitacional na Avenida Infante Santo, Lisboa (com o qual ganhou o Prémio Municipal de Arquitectura em 1957), e da Associação Académica de Coimbra (1955-59).
Como artista plástico, tem obras nas áreas da pintura, desenho (ilustração, cartoon), artes gráficas, cerâmica, tapeçaria e mosaico. Fez selos e cartazes, ilustrou livros, entre os quais A cartilha do marialva, de José Cardoso Pires. Foi o autor das tapeçarias do Salão Nobre da sede da Fundação Calouste Gunbenkian (c. 1969). Fez os cenários para A Relíquia, de Eça de Queiroz (1970; encenação de Artur Ramos) e O Processo, de Kafka (1970). No contexto da arte pública destacam-se o pavimento na Praça dos Restauradores, Lisboa, e o painel de azulejos na  Avenida Calouste Gulbenkian, Lisboa (concebido em 1970 e aplicado em 1982).
João Abel Manta destaca-se em particular nas artes plásticas, sobretudo no desenho, onde se afirmou bastante cedo, com trabalhos de relevo datados da década de 1940. Em 1961 venceu o Prémio de Desenho na II Exposição de Artes Plásticas da Fundação Calouste Gulbenkian com O Ornitóptero. Dedicou-se à pintura, realizou um vasto conjunto de colagens, expôs em mostras coletivas e individuais. Mas a área em que se distinguiu de forma mais assinalável foi a do cartoon, sendo considerado por muitos como "o caso mais extraordinário do cartoonismo luso do nosso século [século XX], só equiparável [ao] próprio Bordalo Pinheiro" . 

Turistas, 1972

A sua atividade como cartoonista estende-se por um período alargado, desde aproximadamente 1954 até 1991, intensificando-se entre 1969 e 1976. Durante cerca de 7 anos os seus trabalhos foram publicados com regularidade em jornais como o Diário de Lisboa, Diário de Notícias, e O Jornal, abordando de forma crítica e profundamente irónica a realidade portuguesa; em 1981 publica novos trabalhos no Jornal de Letras, mas a partir daí a sua actividade como cartoonista torna-se esporádica.
Com um grafismo único, meticuloso, os seus cartoons (veja-se por exemplo Turistas, da série Reportagem Fotográfica, 1972) marcaram a época anterior ao 25 de Abril: "Nenhum pintor daqui e de agora resumiu com tantas subtilezas a temperatura social e política do fascismo agonizante". Nesse "inventário doméstico" cabe praticamente tudo: "estão em causa os desastres e os grotescos duma burguesia, a nossa, com os seus emblemas e heróis". João Abel "aponta à História, ao monumento e em particular à procissão provinciana da nossa burguesia intelectual" . 
A sua intervenção pública intensifica-se em 1974 e 1975, logo após a queda da ditadura, lançando-se "à batalha com redobrado ardor, multiplicando-se em caricaturas, posters e cartazes de orientação vincadamente revolucionária", e tornando-se no "artista máximo, talvez o único afinal, que a revolução de Abril suscitou". É o que vemos em desenhos como "Um problema difícil", de 1975, onde um grupo de notáveis – de Marx e Lenin a Gandhi e Sartre –, se interrogam perante um pequeno mapa de Portugal. João Abel Manta "ficará associado dum modo muito particular ao melhor e ao pior que em Portugal vivemos nesses dois anos".

Um problema difícil, 1975, tinta-da-china sobre papel, 37 x 62 cm

A partir de 1976 "o artista alistado João Abel eclipsa-se: os ventos são outros, o MFA (Movimento das Forças Armadas) dissolveu-se", e só em 1978 "emerge do silêncio e lança ao público um […] novo álbum: Caricaturas dos Anos de Salazar" , onde "narra uma história – a nossa história […] onde se encaixam, se alternam ou se encadeiam […] o ridículo e a tragédia da colonização e da guerra colonial, o miguelismo e o liberalismo […] a submissão popular e a sua revolta […] o folclore musical e o artesanato, o teatro, o cinema ou a pintura" .
A 3 de Setembro de 1979 foi feito Comendador da Ordem de Sant'Iago da Espada.
A partir de 1981 dedica-se quase exclusivamente à pintura, num trabalho intimista que contrasta com o carácter de intervenção político-social dos seus cartoons. Em 2009 expõe no Palácio Galveias: "Nestas obras pratico uma inocente pintura a óleo sobre tela, […] para explicar a quem interesse o que penso do mundo e das coisas do passado e do presente" .
"A minha atração […] por alguns artistas do chamado impressionismo, deriva do modo notável como utilizam a técnica da pintura e talvez também pela tranquilidade dos temas, tranquilidade curiosa numa época agitada e revolucionária: intimidade da vida burguesa, paisagens repousantes, gente feliz, bailarinas" . Mas a sua aparente proximidade formal com o impressionismo é enganadora, e nas suas pinturas das décadas de 1980 a 2000 deparamos frequentemente com um universo sombrio de onde emergem "figuras inomináveis e terríveis, produtos da alucinação" . A visão perturbante de João Abel Manta funde o "quotidiano e o fantástico, em paisagens lisboetas invadidas de seres estranhos", a par de uma recorrente presença de auto-figurações que remetem para um território autorreferencial até aí desconhecido na sua obra.
A 25 de Abril de 2004, foi agraciado com o grau de Comendador da Ordem da Liberdade.

### Algumas obras

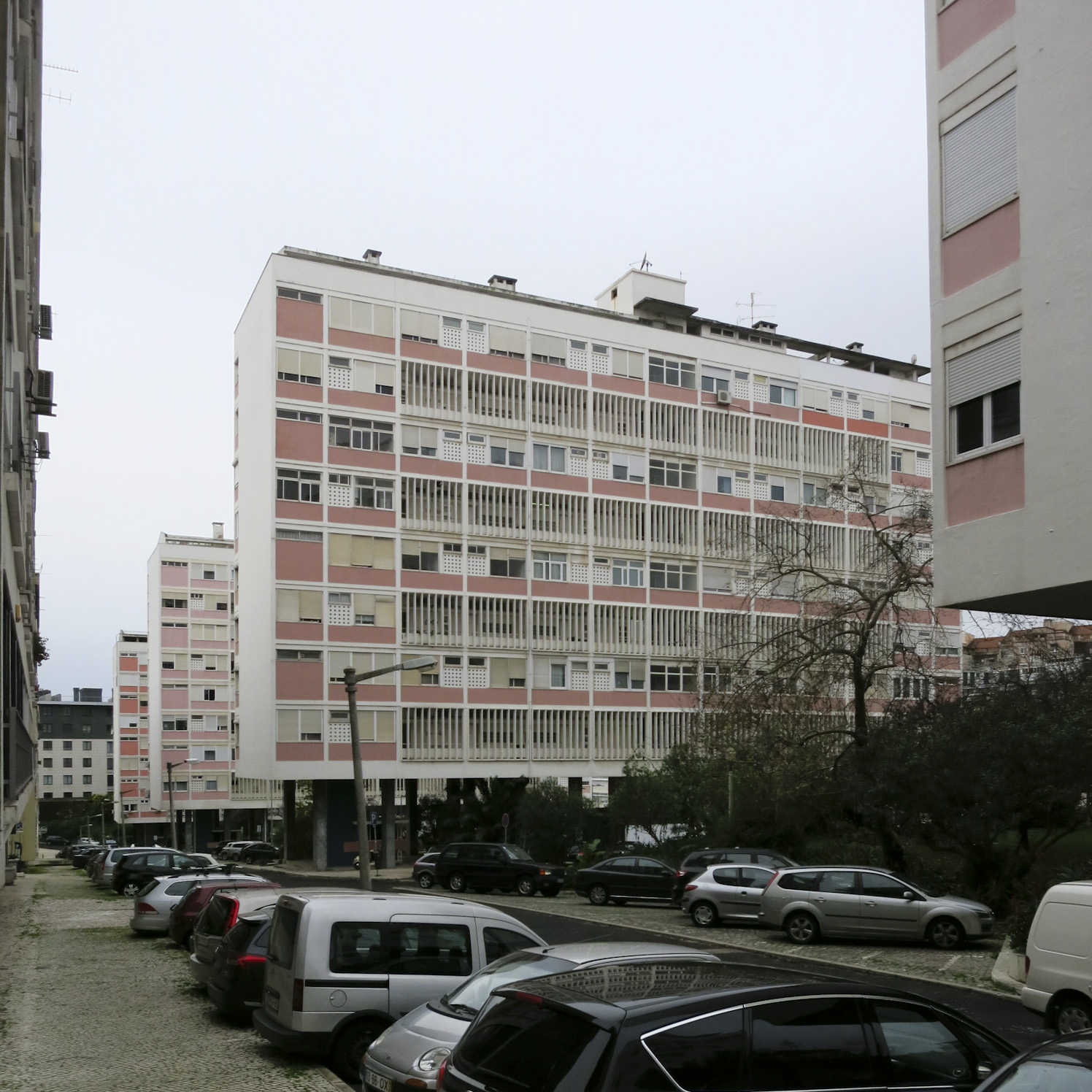
Conjunto Habitacional, Avenida Infante Santo
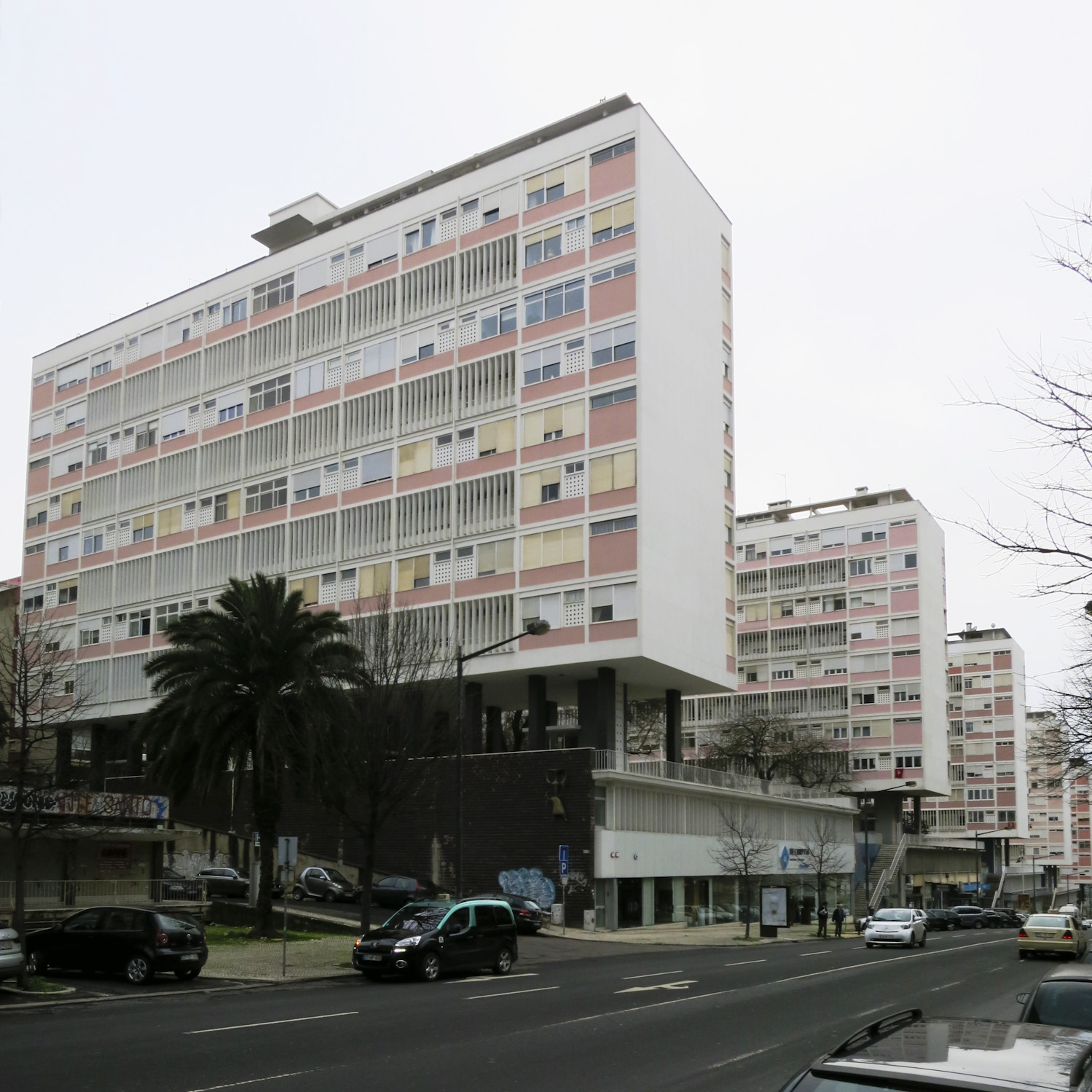
Conjunto Habitacional, Avenida Infante Santo
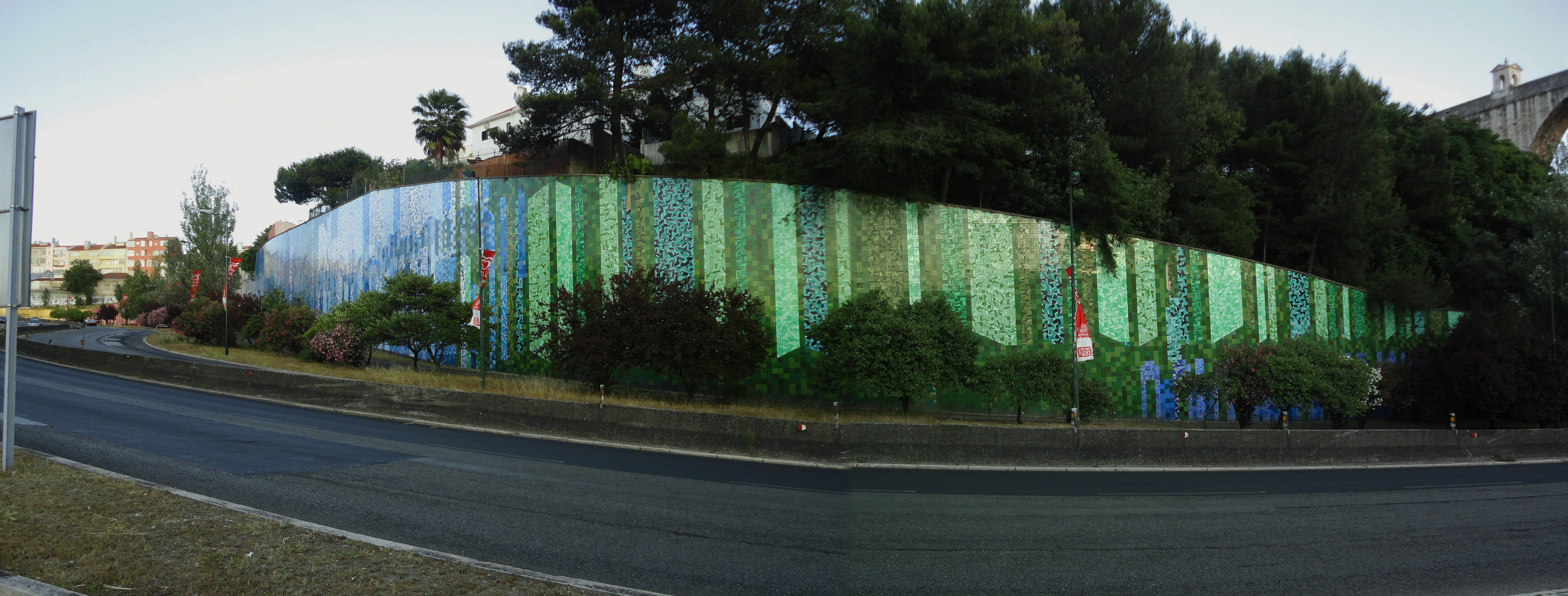
Painel de azulejos, Avenida Gulbenkian

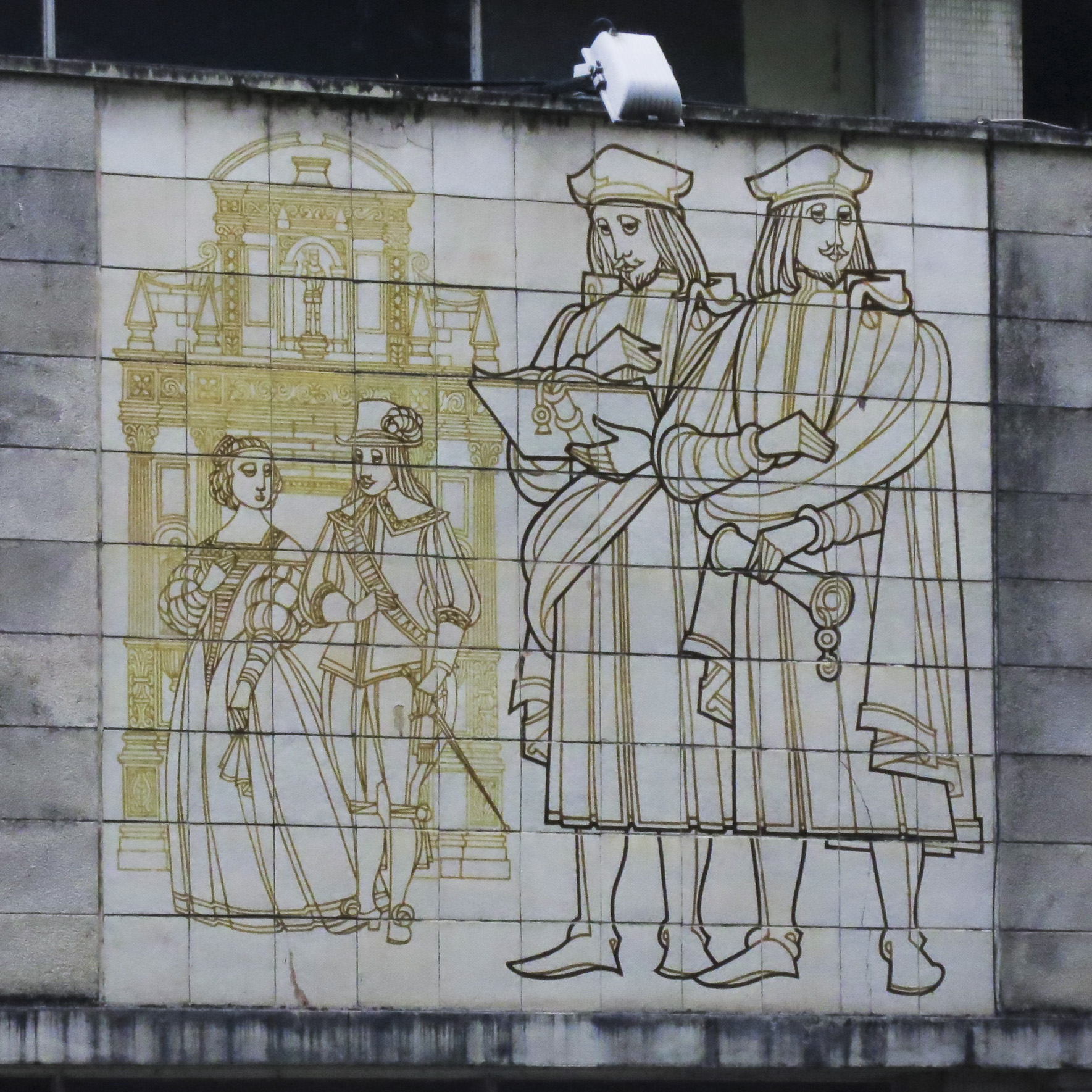
Painel em pedra gravada, Associação Académica de Coimbra
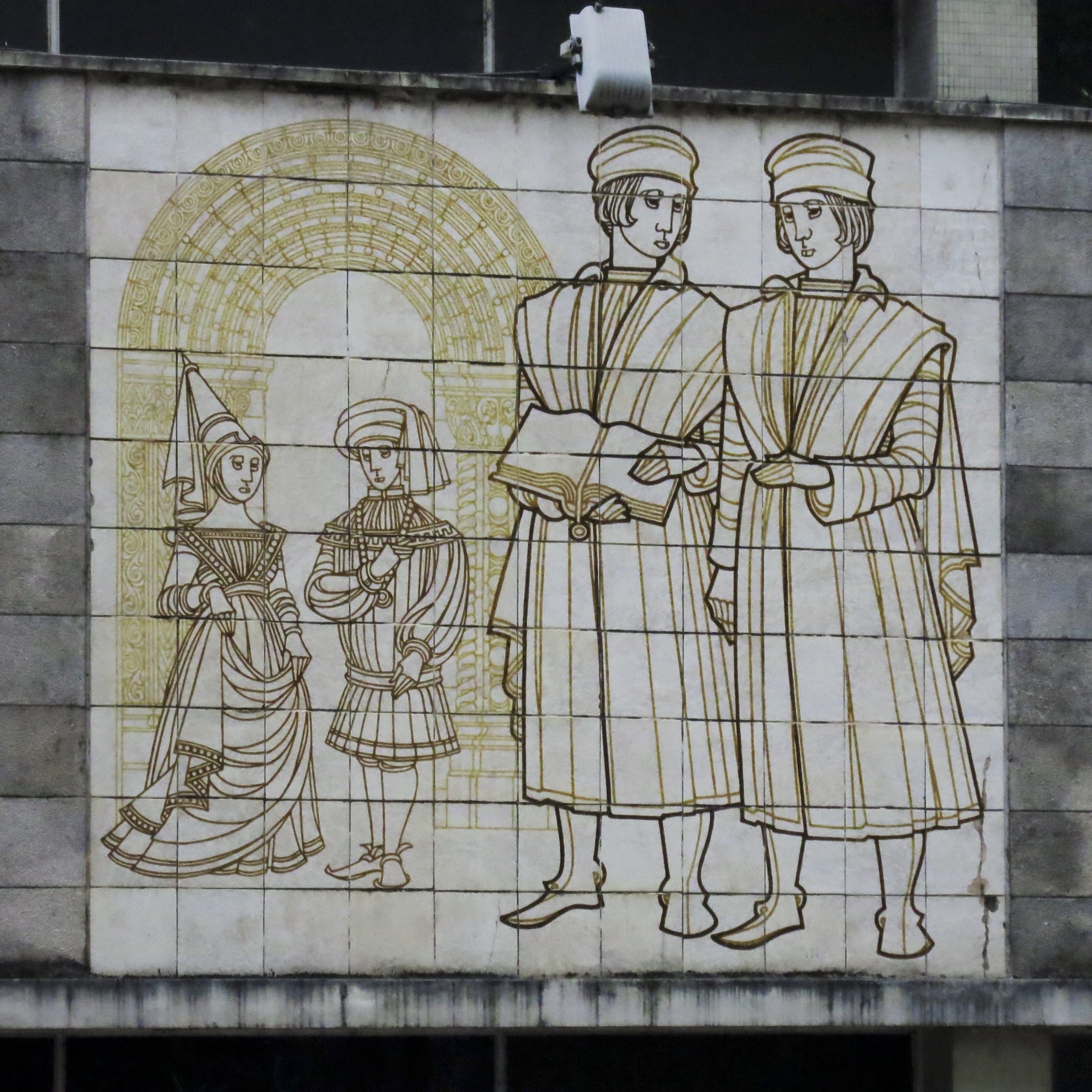
Painel em pedra gravada, Associação Académica de Coimbra
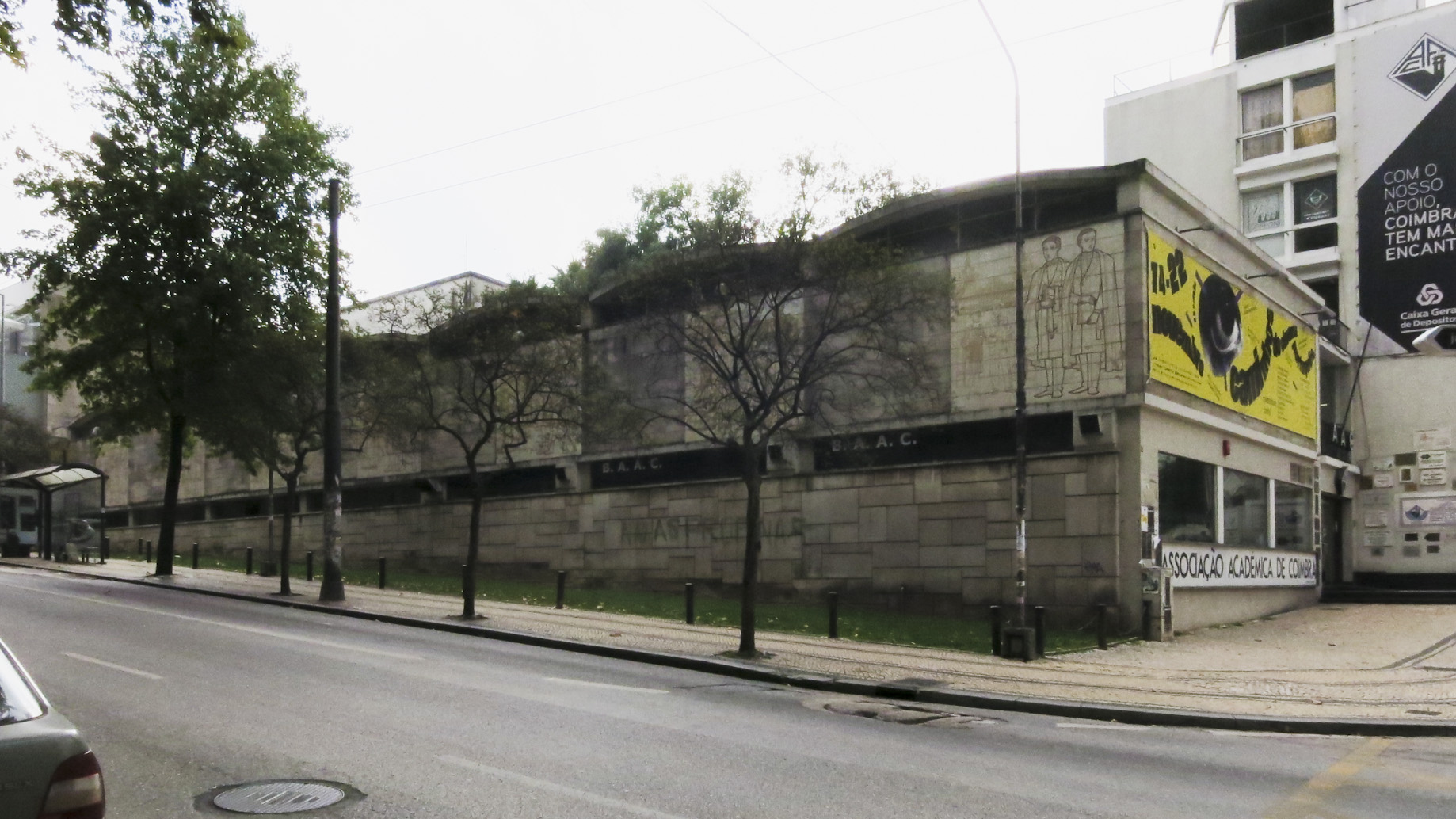
Associação Académica de Coimbra

## Algumas exposições e prémios
- 1947/53 – Exposições Gerais de Artes Plásticas, SNBA, Lisboa.
- 1953 – 20 Artistas Contemporâneos em Portugal, Galeria de Março; II Bienal de S. Paulo.
- 1954/60 – Blanco e Nero, Lugano, Suiça.
- 1957 – I Exposição de Artes Plásticas da Fundação Calouste Gulbenkian, Lisboa.
- 1958/62 – Salões de Arte Moderna, SNBA, Lisboa.
- 1959 – 50 Artistas Independentes, Lisboa.
- 1961 – II Exposição de Artes Plásticas da Fundação Calouste Gulbenkian, Lisboa – Prémio de Desenho.
- 1965 – Exposição Internacional de Artes Gráficas de Leipzig, Leipzig – Medalha de Prata.
- 1967 – Bienal de Tóquio, Japão.
- 1969/71 – Exposições do Grupo da Galeria Interior, Lisboa.
- 1969 – Gravura Portuguesa Contemporânea, Paris.
- 1971 – Exposição Individual – João Abel Manta: Pintura, Galeria Interior, Lisboa.
- 1971 – Obras de Pintura Contemporânea, SEIT e Fundação Calouste Gulbenkian, Lisboa.
- 1972 – Exposições Itinerantes de Pintura Portuguesa, Fundação Calouste Gulbenkian.
- 1975 – Artistas Portugueses, Berlim.
- 1975 – Exposição Internacional de Artes Gráficas de Leipzig, Leipzig – Prémio de Ilustração.
- 1976 – Exposição Individual – João Abel Manta: Drawings, Institute of Contemporary Arts, Londres.
- 1976 – 20 Anos de Gravura, Fundação Calouste Gulbenkian.
- 1978 – Arte Moderna Portuguesa 68-78, Sociedade Nacional de Belas Artes, Lisboa.
- 1979 – Arte Moderna Portuguesa, Sociedade Nacional de Belas Artes, Lisboa.
- 1986 – O Fantástico na Arte Portuguesa, Centro de Arte Moderna, Fundação Calouste Gulbenkian, Lisboa.
- 1986 – 1ª e 2ª Exposições de Artes Plásticas da Fundação Calouste Gulbenkian, Lisboa.
- 1987 – Arte Contemporânea Portuguesa, Museo Español de Arte Contemporáneo, Madrid.
- 1988 – Recebe o Prémio Stuart-Regisconta / 88
- 1991 – Lisboa Século XX nas Artes Plásticas, Museu da Cidade, Lisboa.
- 1992 – Exposição Individual – João Abel Manta: Obra Gráfica, Galeria Municipal da Amadora.
- 1992 – Arte Portuguesa nos Anos 50, Fundação Calouste Gulbenkian, Lisboa.
- 1992 – Exposição Individual – João Abel Manta: Obra Gráfica, Museu Rafael Bordalo Pinheiro, Lisboa.
- 1999 – Exposição Individual – João Abel Manta, Centro Cultural de Cascais.
- 2009 – Exposição Individual – João Abel Manta: Pintura 1991-2009, Câmara Municipal de Lisboa, Galeria Palácio Galveias, Lisboa.
- 2021 – Exposição Individual – A Máquina de Imagens, Palácio da Cidadela de Cascais; curadoria de Pedro Piedade Marques.[13]

## Algumas publicações
- MANTA, João Abel – João Abel Manta: Cartoons. Lisboa: Edições O Jornal, 1975.
- MANTA, João Abel (org. Osvaldo de Sousa) – João Abel Manta – gráfica. Lisboa: Regisconta, 1988.
- MANTA, João Abel – João Abel Manta: obra gráfica. Lisboa: Museu Rafael Bordalo Pinheiro, 1992.
- MANTA, João Abel – Caricaturas portuguesas dos anos de Salazar (1978). Porto: Campo das Letras,1998. ISBN 972610-137-9
- COTRIM, João Paulo – João Abel Manta: Caprichos e desastres. Lisboa: Assírio & Alvim, 2008. ISBN 978-972-37-1342-7 Erro de parâmetro em {{ISBN}}: soma de verificação
- MANTA, João Abel – João Abel Manta, Pintura, 1991-2009. Lisboa: Câmara Municipal de Lisboa, 2009. ISBN 978-972-8543-14-3
- LETRIA, José Jorge - João Abel Manta: Não se distorce a cara de um homem. Lisboa: Guerra e Paz, 2014. ISBN 978-989-7021-18-3

### Ilustração
- BARROS, Leitão de – Corvos (ilustrações de João Abel Manta). Lisboa: Emp. Nac. de Publicidade, 1960.
- VIEIRA, Padre António – Arte de furtar (ilustrações de João Abel Manta). Lisboa: Estudos Cor, 1969.
- PIRES, José Cardoso – Dinossauro excelentíssimo (ilustrações de João Abel Manta). Lisboa: Arcádia, 1972.